# The Late Philip J. Fry
The Late Philip J. Fry («Запізнюється Філіп Дж. Фрай») — сьомий епізод шостого сезону мультсеріалу «Футурама».

## Сюжет
Фрай знову запізнився на побачення до Лілі в її день народження. Щоб якось загладити свою провину, він запрошує її на вечерю в ресторан-печеру «Cavern on the Green» (посилання на  Tavern on the Green). Він навіть не поїде з Бендером на парубочу вечірку Робота-гедоніста (який, нарешті, вирішив стати розсудливим і одружитися з будинком). Тим часом Професор закінчив свою машину часу, але вона може переміщатися тільки в майбутнє, щоб не створювати парадоксів (наприклад, не стати власним дідусем). Разом із Фраєм і Бендером він збирається випробувати її, відправившись у майбутнє всього на хвилину. Фрай в цей час встигає записати поздоровлення для Ліли на відеолистівку.
Але від напруги в Професора виникає судома і він падає, включивши машину на повну потужність. Падаючи він зачіпає Фрая і той упускає листівку, яка вилітає у відкрите віконце машини часу. Коли вдалося зупинити машину часу, з'ясовується, що герої потрапили в 10 000 рік. За цей час людство встигли змінити цивілізації: мавп, птахів, корів і якихось незрозумілих слимаків. І всі ці цивілізації були зруйновані, однак люди вижили.
Коли Професор, Бендер і Фрай пропали, всі вирішили, що вони пішли до робота-гедоніста, де в цей час стався вибух від перегріву ядерного реактора робота-стриптизерки, і загинули всі, крім самого робота-гедоніста. Ліла в істериці.
У 10 000 році до Професора прийшла ідея: можливо рухаючись у майбутнє вдасться знайти ту цивілізацію, де вже побудована машина часу для подорожі у минуле. Професор робить спроби, але кожен раз марні: герої або потрапляють в цивілізацію, де техніка дуже примітивна для того, щоб побудувати машину часу, або їх зустрічають вороже. У 5 000 000 році герої знаходять цивілізацію карликів, які повідомляють, що вони — одна з гілок еволюції людини, у них добре розвинений інтелект, на відміну від туплоков, тупих і грубих тварин, що живуть під землею. Карлики обіцяють побудувати машину часу через 5 років, але коли герої зробили стрибок на 5 років вперед, виявилося, що туплокі винищили всіх карликів і машину часу побудувати не вдасться.
У 10 000 000 році герої потрапляють в самий розпал війни людей і машин. Бендер хоче залишитися, щоб побачити як машини будуть вбивати людей, але Фрай і Професор смикнули важіль, щоб рухатися далі. Вони потрапляють в 50 000 000 рік, де зустрічають цивілізацію, що складається майже з одних жінок. Вони допоможуть героям створити зворотну машину часу, але сьогодні вони повинні залишитися на свято запліднення. У їхньому товаристві чоловіки дуже рідкісні й цінні. Фрай і Професор вже готові залишитися, але Бендер, злий на те, що йому не дали подивитися, як роботи вбивають людей, смикнув важіль і герої потрапили в мільярдний рік. На жаль, все життя на Землі вимерло і далі рухатися марно. Засмучений Фрай йде бродити по поверхні спорожнілої планети й натикається на печеру, де в 3010 році був ресторан «Cavern on the Green». Він заходить в неї, щоб в останній раз згадати Лілу і подумки попросити у неї вибачення і натикається на послання з минулого.
Після зникнення Професора, Фрая і Бендера Planet Express перетворився у велику транспортну компанію. Ліла, згадуючи про Фрая, вийшла заміж за К'юберта — він далекий родич Фрая, і трохи на нього схожий. Цей шлюб не приніс їй щастя і незабаром вони розлучилися. Але одного разу в 3050 році (очевидно саме коли машина часу «пролітала» через цей час і Фрай упустив листівку у вікно) з'явилася відеолистівка, яку Фрай хотів вручити Лілі. Ліла, дізнавшись з цієї листівки, що Фрай зовсім не поїхав на вечірку Робота-гедоніста, а відправився в майбутнє з Професором, простила його. І щоб повідомити про це Фраю, вона залишила послання в майбутнє в печері «Cavern on the Green». Саме його прочитав Фрай.
Дізнавшись, що Ліла його пробачила, він вирішив, що варто рухатися далі в майбутнє, поки не настане кінець світу. Узявши по баночці пива, герої включили машину часу і стали спостерігати, як гине Земля, як гасне Сонце, а потім інші зірки і всесвіт йде в тьму. Коли розпався останній протон, виник яскравий спалах. Герої стали свідками Великого Вибуху, народження зірок і планет. Новий Всесвіт виявився повністю ідентичним старому, тому подальший рух вперед означав повернення додому. На радощах Професор попросив зробити зупинку в 1939 році, щоб вбити Гітлера. Герої вже майже повернулися у свій час, як Професора знову схоплює від хвилювання судома. Довелося зробити ще один захід, цього разу за кермом машини був Бендер. Професор знову спробував вбити Гітлера, але йому це не вдалося і він помилкову поцілив у Елеонору Рузвельт. Цього разу герої потрапили точно в той час, коли Професор запрошував Фрая і Бендера сісти в його машину часу. Новий Всесвіт виявився зміщеним щодо старого, тому машина часу впала на голови тутешнім Фраю, Бендеру і Професору, перешкодивши часовому парадоксу. Заодно Фрай встиг на побачення до Лілі, а Бендер не пішов до Робота-гедоніста, оскільки потрібно було сховати тіла «старих» Фрая, Бендера і Професора.

## Цікаві факти
- Одна з книг, яку спалює Бендер, має назву інопланетною мовою «Backwards time travel made easy» — «Подорож у минуле — це просто».
- Можливо, професор помилився і змістилася все ж не Всесвіт, а машина часу, бо в 351120 році вона матеріалізується під водою і спливає на поверхню.
- У сцені, де Ліла чекає Фрая в ресторані «Cavern on the Green», у неї на руці годинник замість звичного напульсника-комунікатора.